# Pipit à gorge rousse
Anthus cervinus
Espèce
Répartition géographique
Statut de conservation UICN

 LC  : Préoccupation mineure
Le Pipit à gorge rousse (Anthus cervinus) est une espèce de passereaux appartenant à la famille des Motacillidae.

## Répartition
En été, c'est un oiseau du Grand Nord. Au printemps et en automne, c'est un migrateur fréquentant les zones herbeuses humides, les abords des étangs et des salines, notamment du S.-E. de l'Europe, mais aussi plus à l'O., où il est rare mais régulier. 

## Description
Bien que ce soit encore un "pipit rayé", son cri tout à fait typique permet de la reconnaitre aussitôt lorsqu'il s'envole d'un herbage ou passe au vol.

## Voix
Cri typique, aigu et incisif: "pssiiihh", allant en s'affaiblissant. "Psi" ou "chup" doux. Chant, répétition rythmée de notes fines, métalliques, avec trilles. 

## Nidification
Coupe herbeuse au sol, dans la végétation (4-5 œufs, 1 ponte, mai-juin).

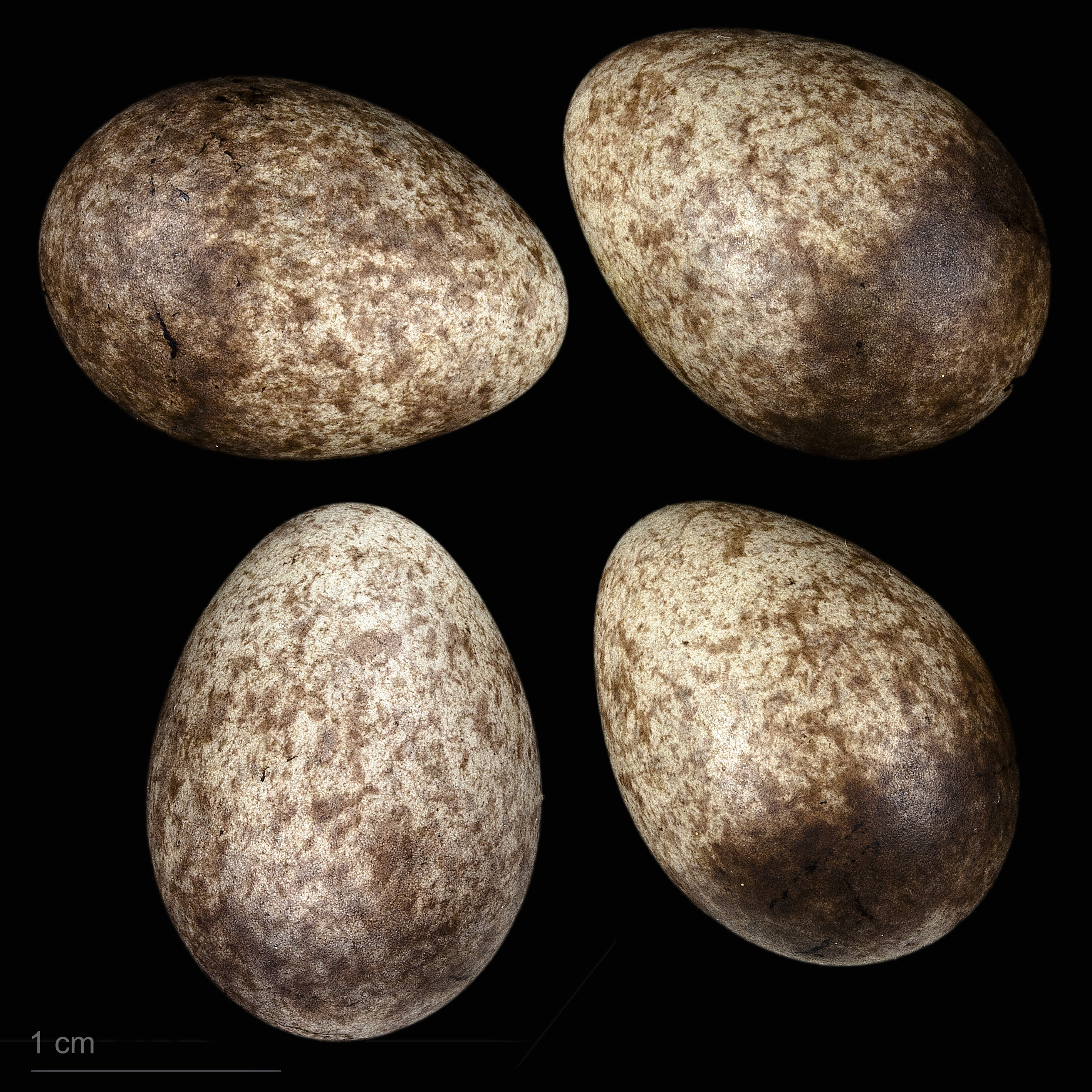
Oeufs de Anthus cervinus - Muséum de Toulouse

## Alimentation
Insectes et autres invertébrés, petites graines, au sol.